# رود کارنگا
رود کارنگا (روسی: Каренга) یک رودخانه در سرزمین زابایکالسکی کشور روسیه است.